# 古氏脈葉蘭
古氏脈葉蘭（学名：Nervilia cumberlegei）为蘭科脈葉蘭屬下的一个种。

## 扩展阅读
- 維基物種上的相關：古氏脈葉蘭